# Édouard Delberghe
Pour les articles homonymes, voir Delberghe.
Édouard Delberghe, né le 4 octobre 1935 à Viesly et mort le 2 septembre 1994 à Champfleury, est un coureur cycliste français. Formé au Vélo Club Solesmois, Professionnel de 1958 à 1969, il a participé huit fois au Tour de France et n'a jamais abandonné la course avant l'arrivée à Paris. Il a terminé 13e en 1958 lors de sa première participation. Il s'est classé neuvième du Tour d'Italie 1960, remporté par son leader Jacques Anquetil.
Il a été aussi directeur sportif, notamment pour l'équipe Bic .

## Palmarès
- 1956
  - 3e de Paris-Laon
- 1957
  - Circuit des Ardennes :
    - Classement général
    - 1re étape

  - 3e du championnat de France militaires sur route
- 1958
  - 3ea étape du Tour de l'Aude
- 1960
  - 2e du Tour de Romandie
  - 9e du Tour d'Italie
- 1961
  - 1reb et 2ea étapes du Tour de Romandie
  - 1re étape du Grand Prix de Fourmies (contre-la-montre)
  - 2e de Gênes-Nice
  - 2e du Tour du Var
  - 2e du Grand Prix de Fourmies
  - 10e de Paris-Nice
- 1962
  - 1rea étape du Tour de Romandie
  - 2eb étape du Grand Prix du Midi libre
  - 2e du Grand Prix du Midi libre
  - 3e du Tour du Var
- 1963
  - 3eb étape de Paris-Nice (contre-la-montre par équipes)
  - 2e du Grand Prix de Denain
  - 3e du Grand Prix du Midi libre
  - 5e de Bordeaux-Paris
- 1964
  - 2e du Critérium national
  - 6e de Bordeaux-Paris
- 1967
  - Circuit d'Auvergne

## Résultats sur les grands tours

### Tour de France
8 participations
- 1958 : 13e
- 1959 : 54e
- 1960 : 18e
- 1962 : 37e
- 1964 : 51e
- 1966 : 58e
- 1967 : 83e
- 1969 : 70e

### Tour d'Espagne
2 participations
- 1967 : 49e
- 1968 : 47e

### Tour d'Italie
3 participations
- 1959 : 34e
- 1960 : 9e
- 1961 : 58e